# شاهرود
شاهرود (Shāhrūd) مدينة إيرانية في محافظة سمنان، حسب إحصاء سنة 2006 كان عدد سكان المدينة 134,920 نسمة. وهي مركز مقاطعة شاهرود (بالفارسية: شهرستان شاهرود). ويقع قريباً من شاهرود موقع الإطلاق الرئيسي التابع لوكالة الفضاء الإيرانية (سازمان فضایی ایران).

## المناخ
يظهر الجدول التالي التغييرات المناخية على مدار السنة لشاهرود:
| البيانات المناخية لـشاهرود        | البيانات المناخية لـشاهرود | البيانات المناخية لـشاهرود | البيانات المناخية لـشاهرود | البيانات المناخية لـشاهرود | البيانات المناخية لـشاهرود | البيانات المناخية لـشاهرود | البيانات المناخية لـشاهرود | البيانات المناخية لـشاهرود | البيانات المناخية لـشاهرود | البيانات المناخية لـشاهرود | البيانات المناخية لـشاهرود | البيانات المناخية لـشاهرود | البيانات المناخية لـشاهرود |
| الشهر                             | يناير                      | فبراير                     | مارس                       | أبريل                      | مايو                       | يونيو                      | يوليو                      | أغسطس                      | سبتمبر                     | أكتوبر                     | نوفمبر                     | ديسمبر                     | المعدل السنوي              |
| --------------------------------- | -------------------------- | -------------------------- | -------------------------- | -------------------------- | -------------------------- | -------------------------- | -------------------------- | -------------------------- | -------------------------- | -------------------------- | -------------------------- | -------------------------- | -------------------------- |
| الدرجة القصوى °م (°ف)             | 19.0 (66.2)                | 20.0 (68.0)                | 29.0 (84.2)                | 31.4 (88.5)                | 36.0 (96.8)                | 39.0 (102.2)               | 42.0 (107.6)               | 42.0 (107.6)               | 37.0 (98.6)                | 32.0 (89.6)                | 24.0 (75.2)                | 19.2 (66.6)                | 42.0 (107.6)               |
| متوسط درجة الحرارة الكبرى °م (°ف) | 5.8 (42.4)                 | 8.4 (47.1)                 | 14.3 (57.7)                | 21.1 (70.0)                | 26.5 (79.7)                | 31.3 (88.3)                | 33.5 (92.3)                | 32.4 (90.3)                | 29.2 (84.6)                | 22.3 (72.1)                | 15.1 (59.2)                | 8.2 (46.8)                 | 20.7 (69.2)                |
| المتوسط اليومي °م (°ف)            | 1.0 (33.8)                 | 3.4 (38.1)                 | 8.6 (47.5)                 | 15.1 (59.2)                | 20.3 (68.5)                | 25.0 (77.0)                | 27.3 (81.1)                | 26.0 (78.8)                | 22.1 (71.8)                | 15.3 (59.5)                | 9.0 (48.2)                 | 3.1 (37.6)                 | 14.7 (58.4)                |
| متوسط درجة الحرارة الصغرى °م (°ف) | −3.6 (25.5)                | −1.9 (28.6)                | 2.5 (36.5)                 | 7.9 (46.2)                 | 12.7 (54.9)                | 17.1 (62.8)                | 20.0 (68.0)                | 18.5 (65.3)                | 14.0 (57.2)                | 8.0 (46.4)                 | 2.6 (36.7)                 | −1.5 (29.3)                | 8.0 (46.4)                 |
| أدنى درجة حرارة °م (°ف)           | −14 (7)                    | −14.0 (6.8)                | −8.8 (16.2)                | −7.0 (19.4)                | −1.0 (30.2)                | 6.0 (42.8)                 | 10.0 (50.0)                | 8.0 (46.4)                 | 2.0 (35.6)                 | −3.0 (26.6)                | −10 (14)                   | −11 (12)                   | −14 (6.8)                  |
| الهطول مم (إنش)                   | 28.6 (1.13)                | 19.3 (0.76)                | 28.0 (1.10)                | 23.7 (0.93)                | 21.5 (0.85)                | 3.9 (0.15)                 | 1.5 (0.06)                 | 1.8 (0.07)                 | 2.3 (0.09)                 | 7.9 (0.31)                 | 9.4 (0.37)                 | 19.8 (0.78)                | 167.7 (6.6)                |
| متوسط الأيام الممطرة              | 7.1                        | 6.8                        | 8.3                        | 8.2                        | 9.1                        | 3.6                        | 1.8                        | 1.5                        | 1.9                        | 4.8                        | 4.5                        | 6.0                        | 63.6                       |
| متوسط الأيام المثلجة              | 4.2                        | 3.1                        | 1.3                        | 0.2                        | 0                          | 0                          | 0                          | 0                          | 0                          | 0                          | 0.3                        | 2.6                        | 11.7                       |
| متوسط الرطوبة النسبية (%)         | 65                         | 59                         | 51                         | 45                         | 42                         | 37                         | 36                         | 37                         | 39                         | 48                         | 52                         | 64                         | 48                         |
| ساعات سطوع الشمس الشهرية          | 167.5                      | 174.4                      | 212.1                      | 230.3                      | 279.2                      | 330.1                      | 340.4                      | 337.4                      | 294.8                      | 252.2                      | 205.9                      | 170.3                      | 2٬994٫6                    |
| المصدر: NOAA (1961–1990)          |                            |                            |                            |                            |                            |                            |                            |                            |                            |                            |                            |                            |                            |

## التعليم في شاهرود
شاهرود فيها عدد من الجامعات ومراكز التعليم العالي مثل
- جامعة آزاد إسلامي
- جامعة شاهرود للتكنولوجيا (بالفارسية: دانشگاه صنعتی شاهرود)
- جامعة العلوم الطبية (بالفارسية: دانشگاه علوم پزشکی شاهرود)
- مؤسسة شاهرود للتعليم العالي (غير ربحية وغير حكومية)
- جامعة العلوم القرآنية في شاهرود
- جامعة بيام نور

## أعلام
- محمد فرهادي
- داود ميرباقري